# بروتين دهني منخفض الكثافة

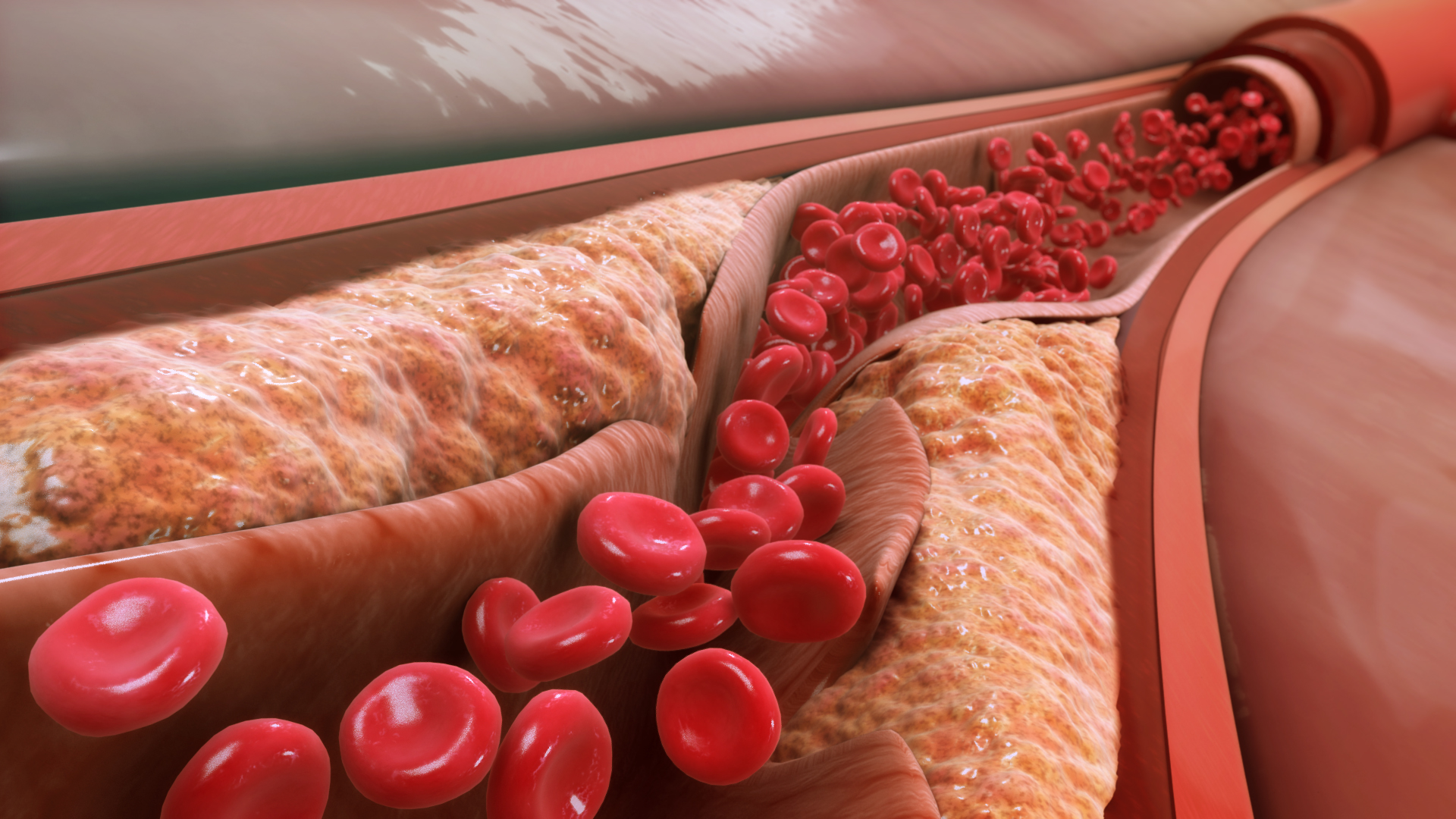

البروتين الدهني منخفض الكثافة (بالإنجليزية: Low-density lipoprotein LDL)‏ هو نوع من أنواع البروتينات الدهنية التي تنقل الكوليسترول وثلاثي الغليسريد من الكبد إلى الأنسجة المحيطة. وهو أحد خمسة مجموعات رئيسية من البروتينات الدهنية والتي تتضمن الكايلومكرونات والبروتينات الدهنية المنخفضة الكثافة جداً (VLDL)، والبروتينات الدهنية المتوسطة الكثافة (IDL)، والبروتينات الدهنية المرتفعة الكثافة (HDL). وعلى غرار باقي البروتينات الدهينة فإن البروتين الدهني منخفض الكثافة (LDL) يُمكِّن الدهون والكولسترول من التحرك مع المحاليل المائية في مجرى الدم. ينظم هذا البروتين الدهني عملية تصنيع الكوليسترول. كما يُستهدف في الطب عند قياس نسبة الكوليسترول في الدم وُيطلق عليه «الكوليسترول الرديء» أو «الكوليسترول السئ» ؛ على النقيض من البروتينات الدهنية المرتفعة الكثافة (HDL). والتي يُطلق عليها اسم «الكولسترول الجيد».

## أضرار صحية
يستطيع جسم الإنسان إنتاج الكوليسترول الخفيف (البروتين الدهني منحفض الكثافة) للاستفادة به. ولكن زيادته في الدم (بنسبة أعلى من 200 ملي جرام لكل ديسيلتر) تجعله يترسب على جدران الأوعية الدموية فيسدها رويدا رويدا مما يصيب الجسم بأضرار بالغة، حيث يؤثر على عمل القلب وعمل الكلى وقد يؤدي إلى جلطة دماغية (سكتة).
وبالإضافة إلى نسبة البروتين الدهني المنخفض الكثافة الذي يصنعه الجسم، فيأتي منه قدرا كبيرا مع غذاء الإنسان؛ فهو يوجد في صفار البيض، والجمبري، والجبن الدسم واللحوم الدهنية. لهذا يجب التقليل من تناول تلك الأطعمة؛ لتلافي ارتفاع الكوليسترول السيئ في الدم واتقاء أثره السالب على الصحة.
أيدت احصائية كبيرة جمعت بين نتائج 25 إحصائية طبية أجريت على نحو 169.000 من الناس أن خفض نسبة الكوليسترول منخفض الكثافة LDL في الدم سواء طبيعيا أو بواسطة العقارات التي يصفها الطبيب، خفضت نسبة حدوث ذبحة قلبية للناس بنسبة الثلث.

## خفض الكوليسترول السيئ
يمكن للعامة خفض الكوليسترول السيئ عن طريق تناول زيت السمك (ملعقة شاي يوميا) كما توجد كبسولات تحتوي على زيت السمك في الأسواق، في تلك الحالة تؤخد كبسولة واحدة كل يوم. يحتوي زيت السمك (ويفضل نوع أسماك شمال الأطلسي) على الكوليسترول الجيد (بروتين دهني مرتفع الكثافة)، الذي لا يستطيع جسم الإنسان تصنيعه، فمن ناحية يستفيد الجسم بمزايا الكوليسترول الجيد ومن ناحية اخري فإن الكولسترول الجيد يجمع الكولسترول السيئ من الدم وينقله إلى الكبد للتخلص منه. بذلك تنخفض نسبة الكوليسترول السيئ في الدم ويبطل مفعوله السيئ على الشرايين بصفة عامة وشرايين القلب.
يمكن للناس اتباع ذلك بصفة عامة ابتداء من سن الأربعين فيستفيدوا ويتقوا مساوئ ما يُسببه الكوليسترول العالي في الدم من تأثيرات سلبية على الشرايين وبالتالي تأثيرات سلبية على صحة الجسم.

## اقرأ أيضًا
- كوليسترول.
- بروتين دهني مرتفع الكثافة.
- فصادة البروتين الدهني منخفض الكثافة.